# Ulica Bieżanowska w Krakowie
Ulica Bieżanowska – ulica w Krakowie, na terenie dzielnicy XII Bieżanów-Prokocim. Jej całkowita długość wynosi około 4,1 km.

## Przebieg
Swój bieg rozpoczyna na skrzyżowaniu z ul. Wielicką. Kończy się na skrzyżowaniu z ul. Półłanki i Henryka Sucharskiego. Przy skrzyżowaniu z ul. Nad Potokiem znajduje się niewielki obelisk upamiętniający drewniany jacht Opty, na którym kapitan Leonid Teliga opłynął Ziemię w latach 1967–1969. Naprzeciwko wlotu ul. Czechowicza znajduje się krzyż na skarpie – kapliczka z 1878 r. z figurą Ukrzyżowanego Chrystusa. W połowie biegu ulicy, blisko skrzyżowania z ul. Jerzmanowskiego znajduje się Cmentarz Prokocim. Pod koniec ulicy, po północnej (lewej) stronie znajduje się Pomnik Pod Orłem.
Ulicą Bieżanowską przebiega turystyczny szlak rowerowy z Krakowa do Wieliczki.

### Komunikacja miejska
W ciągu ulicy znajdują się następujące przystanki autobusowe:
- Bieżanów Pomnik
- Duża Góra
- Bieżanów Szkoła
- Bieżanów Trafo
- Cmentarz Prokocim
- Młodzieży
- Prokocim Rynek
- Prosta
- Bieżanowska